# Comuna Pidrijjea, Kovel
Pidrijjea (în ucraineană Підріжжя) este o comună în raionul Kovel, regiunea Volînia, Ucraina, formată din satele Kașivka și Pidrijjea (reședința).

## Demografie
Componența lingvistică a satului Pidrijjea
     Ucraineană (98,99%)
     Rusă (1,01%)
Conform recensământului din 2001, majoritatea populației satului Pidrijjea era vorbitoare de ucraineană (98,99%), existând în minoritate și vorbitori de rusă (1,01%).